# Norma (nombre)
Norma es un nombre propio femenino de origen latino o romano que significa escuadra o regla. Otros expertos atribuyen su procedencia al término germánico "North-mann", cuyo significado es "aquella que procede del norte" o "aquella que es normanda".

## Personajes ilustres
- Norma Jean Baker, más conocida como Marilyn Monroe.
- Norma Aleandro, actriz de teatro y cine argentina nacida en Buenos Aires el 2 de mayo de 1936.
- Norma Alicia Moreno Figueroa, periodista mexicana que pierde la vida en defensa de su derecho a la libertad de expresión
- Norma Angélica activista guatemalteca pro derechos femeninos.
- Norma Arrostito, dirigente política juvenil argentina que junto a su pareja Fernando Abal Medina integró la cúpula fundacional de la organización armada Montoneros.
- Norma Duval, actriz española de musical.
- Norma Herrera actriz mexicana.
- Norma Vargas Duarte, política costarricense primera candidata a presidente en su país.
- Norma Belen Blandon Membreño, Defensora del feminismo y en contra del patriarcado

## Santoral
- 12 de marzo.
- 1 de noviembre.
- 31 de diciembre.
- 17 de octubre Norma Blandon defensora feminista